# Гамалія (поема)

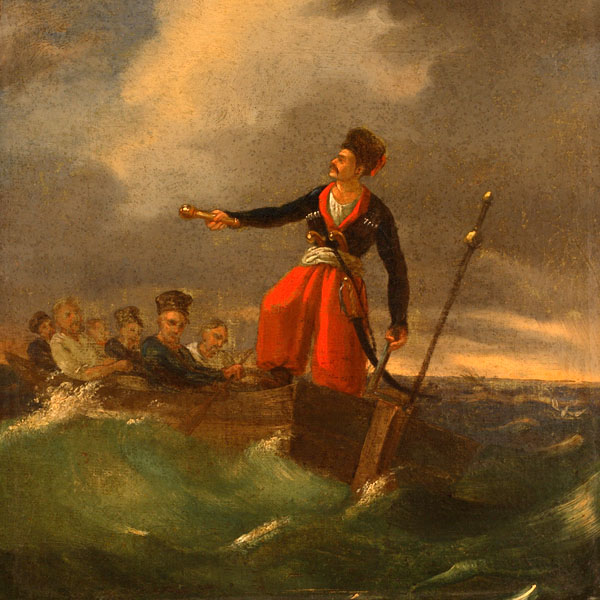
Картина Тараса Шевченка «Гамалія» (1842)

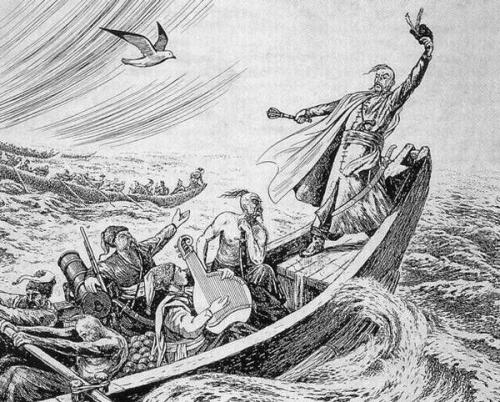
Ілюстрація до поеми «Гамалія» Леоніда Денисенка

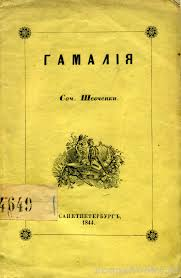
Першодрук поеми «Гамалія» (1844)

«Гамалія» — історична поема Тараса Шевченка про запорозьких козаків, написана 1842 року в Петербурзі.

## Передумови
У поемі «Гамалія» Тарас Шевченко вдруге звернувся до теми морських походів запорожців. Порівняно з ранішою поезією «Іван Підкова», у поемі «Гамалія» цю тему розроблено повніше і виразніше наголошено на визвольній меті експедиції козаків. Загалом були використані ті ж самі історичні, літературні й народнопісенні джерела, що й у «Івані Підкові». Це передусім народні думи про чорноморські походи запорожців і поневіряння невільників у османській неволі (думи про Самійла Кішку, Олексія Поповича, Марусю Богуславку тощо). Вплив дум позначився і на трактуванні історичної доби, і на загальному ліричному тоні твору, і на поетиці його окремих частин. У дусі й стилі дум і народних пісень написано початок поеми («плач невільників»), уславлення Гамалії («Слава тобі, Гамаліє…»), пісню запорожців («У туркені по тім боці…»). Безпосередній поштовх до написання поеми поетові, очевидно, дали враження від його подорожі по Балтійському морю. З відомих Шевченкові літературно-історичних джерел («История русов», «История Малой России» Дмитра Бантиша-Каменського, «Описание Украйны» Гійома де Боплана, повісті Михайла Чайковського «Wyprawa na Carogród» і «Skalozub w zamku siedmiu wież» й інших) він найбільше скористався матеріалами «Запорожской старины», яку поет одержав в травні 1842 року від Пилипа Корольова (відома йому й раніше). Крім думи «Татарский поход Серпяги», ця збірка містила розділ «Походы казаков против татар и турок». «Лежу оце п'яті сутки та читаю „Старину“, добра книжка, спасибі Вам і Срезневському, — писав Шевченко Пилипу Корольову 22 травня 1842 року — Я думаю дещо з неї зробить, коли здоров буду, там багато є дечого такого, що аж губи облизуєш…» (очевидно, малися на увазі матеріали про морські експедиції запорожців).

## Написання
«Гамалія» датується орієнтовно жовтнем — першою половиною листопада 1842 року на підставі згадки про створення поеми в листі Шевченка до Пилипа Корольова від 18 листопада того ж року: «Позавчора вернувся в Петербург. Мене носив проклятущий пароход у Шведчину й Датчину. Пливши в Стокгольм, я скомпонував „Гамалію“, невеличку поему, та так занедужав, що ледве привезли мене в Ревель, там трошки очуняв». Найраніший відомий текст поеми — першодрук 1844 року окремою книжкою. Рукопис поеми на 12 сторінках подав 7 березня 1843 року до Петербурзького цензурного комітету Олександр Елькан. Шевченко же забрав рукопис. Сам рукопис, за яким видано поему, не зберігся. Видання здійснювалося без нагляду Шевченка, який з кінця травня 1843 року виїхав в Україну й повернувся до Петербурга лише в перших числах березня 1844-го, коли її було вже віддруковано. Перебуваючи в лютому 1844 році, по дорозі з України до Петербурга, в Москві Шевченко мав у себе інший рукопис поеми. За цим рукописом він правив тоді поему разом з Осипом Бодянським. Ці виправлення Шевченко не встиг внести у видання поеми. Про це в листі від 6-7 травня 1844 року поет писав Бодянському: «„Гамалія“ не поправлений, як ми з вами тойді поправляли, бо без мене надрюкований полукацапом…». Над текстом поеми чи принаймні частиною тексту Шевченко працював і після виходу твору в світ. Наслідки цієї праці відбилися в неповному автографі частини поеми, що містився під № 4 перед віршем «Як умру, то поховайте…» у рукописній збірці, тепер неповній, середини 1840-х років. Початок цього автографа втрачено. Тоді ж Шевченко поклав частину поеми — пісню козаків-бранців — на музику. Свідчення про це лишив Віктор Ковальов, який, вступивши 1844 року до Академії мистецтв, деякий час мешкав з Шевченком у спільній квартирі: «Случалось, что Тарас Григорьевич, когда, бывало, захочется отвести душу народной песней, выходил к нам за перегородку, садился на единственный стоявший в комнате деревянный диван и говаривал: „А нуте, хлопці, заспіваєм!“ брал свою скрипку, держал баса — и при помощи наших молодых тогда голосов песня лилась, и мы забывали нашу тяжелую нужду. Чаще всего при этом пели песню из сочинений Тараса Григорьевича: „Ой повій, вітре, з Великого Лугу, та розвій нашу тугу“; эту песню он и сам пел с нами и руководил пением; и напев к ней был им же сочинен; пели, конечно, без нот».

## Сюжет поеми
В основі сюжету поеми — морський похід отамана Гамалії з козаками в Стамбул для визволення з неволі своїх побратимів. Але в цьому творі увага автора зосереджена не тільки на лицарських рисах запорожців. Одночасно з оспівуванням мужності і сміливості козаків, їхньої великої відваги і глибокого почуття обов'язку, поет наголошує на почутті великої любові до рідного краю козаків до «України-неньки», заради якої вони і здійснювали свої незабутні подвиги, поза межами якої не уявляли свого життя.

## Образи та географічні об'єкти
- Гамалія — художній образ запорозького отамана, а не історична особа: в джерелах з історії України не зафіксовано жодного ватажка чорноморського походу з цим прізвищем, хоч в «Истории русов», «Истории Малой России» Дмитра Бантиша-Каменського та інших джерелах згадується кілька історичних діячів на ім'я Гамалія.
- «Та з Великого Лугу…» — Великий Луг знаходився на території Запорозького Війська. За Дмитром Яворницьким, «Великий Луг начинался по-теперешнему от немецкой колонии Шенвиц, у г. Александровска (тепер місто Запоріжжя.), и тянулся левым берегом Днепра до местечка Никополя, на протяжении около 120 верст длины, при 15 — 20 верстах средней ширины».
- Скутар (Скутара) — передмістя Стамбула на малоазійському березі Босфору.
- «…І море ревнуло Босфорову мову, У Лиман погнало, а Лиман Дніпрові Тую журбу-мову на хвилі подав…» — тут Шевченко скористався мотивом «розмови Лиману, моря, Дніпра» в народній пісні «Жалкується лиман морю…», відомої йому зі збірок народних пісень Михайла Максимовича. Властива поетиці Шевченка антропоморфізація й персоніфікація явищ природи мала за джерело народнопісенну традицію.
- Баша (тобто паша) — слово, запозичене поетом з народних дум.
- «…Дрімає в харемі — в раю Візантія…» — йдеться про Стамбул — столицю Османської імперії. Відомо кілька нападів запорозьких флотилій на Стамбул та його околиці, зокрема, у 1615, 1621, 1624 роках.
- Галата — частина Стамбула, розташована за затокою Золотий Ріг. Влітку 1621 року запорожці вступили до Галати. Ченцем Шевченко називає тут гетьмана реєстрового козацтва Петра Конашевича-Сагайдачного слідом за Дмитром Бантишем-Каменським, який твердив, що наприкінці життя Сагайдачний «принял монашество, успокоил совесть».

## Переклади
- Російською мовою поему «Гамалія» переклав Микола Асєєв, а також у 1876 році переклад був здійснений Миколою Бергом[2].
- Англійська версія «Гамалії» вперше з'явилася у 1922 році на кошти Е. Дж. Гантера[3].
- У 1939 році чеченською мовою вийшов «Кобзар», до якого увійшов переклад «Гамалії».[4].
- У 1870 році німецький переклад Й.-Г. Обрісша вийшов друком у Чернівцях.[4]
- Французькі переклади були здійснені Адольфом д'Аврілем (1876) та Е.-А. Дюраном у тому ж році.[4]
- Чуваською мовою «Гамалію» переклали у 1964 році.[5].

## Художні інтерпретації
Поема «Гамалія» лягла в основу однойменної кантати Мирослава Скорика прем'єра якої відбулась 28 серпня 2013 року.
Також інтерпретували твір Максим Копко, Микола Лисенко, Яків Степовий, Гнат Хоткевич, Юлій Мейтус.
Слова поеми покладено на музику..